# Dancing Trees
Dancing Trees är en kanadensisk film från 2009 regisserad av Anne Wheeler.

## Handling
Martha är en 18-årig tjej som är autistisk, men också ett mattegeni. När hennes mor mördas ställs hon inför sitt livs svåraste uppgift, att räkna ut vem mördaren är.

## Rollista
- Brooke Burns – Nicole Davis
- Katie Boland – Martha Rooney
- Amanda Tapping – Josephina Rooney
- Silvio Pollio – Sal
- Nicholas Lea – kriminalpolis Velez
- Scott Heindl – Jake
- Melanie Papalia – Penny
- Michael Ryan – Mark Heller
- Brittaney Bennett – Joan Heller
- Janet Bailey – Candice
- Michaela Mann – Hilary
- David Bloom – Jim Barnes
- Vanya Asher – Larry

### Webbkällor
- Dancing Trees på Internet Movie Database (engelska)